# Gaj Kalpurnije Pizon
Gaj Kalpurnije Pizon, latinski Gāius Calpurnius Piso ( – Rim, 19. travnja 65.), rimski političar i konzul. On je poznat uglavnom po sudjelovanju u Pizonovoj uroti protiv Nerona iz 65. godine. Nakon neuspjeha, počinio je samoubojstvo.

### Životopis
Pizon je bio konzul, vjerojatno od 41. do 45. godine, i jedan od najpoznatijih ljudi u Rimu.
Kroz veliko nasljedstvo njegove majke je došao do ogromnog bogatstva. Bio je član visokog plemstva, a preko oca je bio u srodstvu s mnogim obiteljima rimske aristokracije.